# Резолюция Совета Безопасности ООН 502
Резолюция Совета Безопасности ООН 502 была принята на 2350-м заседании Совета Безопасности ООН 3 апреля 1982 года после рассмотрения письма постоянного представителя Великобритании при ООН от 1 апреля 1982 года. Как предмет рассмотрения резолюции, был вынесен вооружённый конфликт Соединённого Королевства и Аргентины на Фолклендских (Мальвинских) островах.

## Предпосылки принятия
1 апреля 1982 года представитель Аргентины при ООН был приглашён к участию в обсуждении (без права голоса) письма постоянного представителя Великобритании при ООН (S/14942). В письме содержалось возмущение Великобритании вводом аргентинских войск на Фолклендские (Мальвинские) острова, и испрашивалось участие ООН в разрешении данного конфликта. Было сделано заявление Председателя Совета, в котором Аргентине предлагалось продолжить поиск дипломатического разрешения конфликта и воздержаться от силовых методов воздействия.
На заседании Совета Безопасности ООН № 2349, 2 апреля 1982 года, на обсуждение резолюции без права голоса были приглашены представители британских доминионов — Канады, Австралии и Новой Зеландии.
На заседании Совета Безопасности ООН № 2350, 3 апреля 1982 года, на обсуждение резолюции без права голоса были приглашены представители Боливии, Бразилии, Парагвая и Перу.

## Содержание резолюции
На заседании Совета Безопасности ООН № 2350, 3 апреля 1982 года, в соответствии с заявлением Председателя Совета Безопасности от 1 апреля 1982 года, в резолюцию были внесены следующие предложения:
1. Совет требует немедленного прекращения боевых действий.
2. Совет требует немедленного вывода всех аргентинских войск из зоны конфликта.
3. Совет призывает правительства Великобритании и Аргентины к дипломатическому разрешению конфликта и соблюдению Устава ООН.

## Принятие резолюции
Резолюция была принята 10-ю голосами против одного (Панама), при четырёх воздержавшихся (Испания, Китай, Польша, СССР).
| За (10)                                                                                         | Воздержались (4)               | Против (1) |
| ----------------------------------------------------------------------------------------------- | ------------------------------ | ---------- |
| - Великобритания - США - Франция - Гайана - Ирландия - Иордания - Заир - Того - Уганда - Япония | - Китай - СССР - Испания - ПНР | - Панама   |

 * жирным выделены постоянные члены Совета Безопасности ООН